# ブレイン・トランプ
ブレイン・トランプ（Blaine Trump、1957年 - ）は、アメリカの慈善家。アメリカ合衆国大統領ドナルド・トランプの弟ロバート・トランプの元妻。
フロリダ州で生まれるがIBMワールド・トレードで働く父の転勤に伴い、家族とともに10歳から横浜に住む。聖心インターナショナルスクールに通い、パリ・アメリカンスクールを卒業。ベネット大学（1978年に閉校）と東京大学に通うが、ピーター・レッチンとの結婚に伴い東京大学を退学する。
レッチンと離婚後に1982年にロバート・トランプと再婚。レッチンとの間に生まれた子供を引き取る。ロバートとは2008年に離婚。
アメリカン・バレエ・シアターやスローン・ケタリング記念がんセンターなどの資金集めを務める。